# Jan Bottema
Jan Bottema (Oldeboorn, gem. Utingeradeel, 21 juli 1908 - Wormerveer, 17 december 1944) was een Nederlandse luitenant-ter-zee en verzetsstrijder tijdens de Tweede Wereldoorlog. Medeoprichter van het Natura Apparaat voor voedselhulp voor het verzet.

## Loopbaan

### Vroege loopbaan

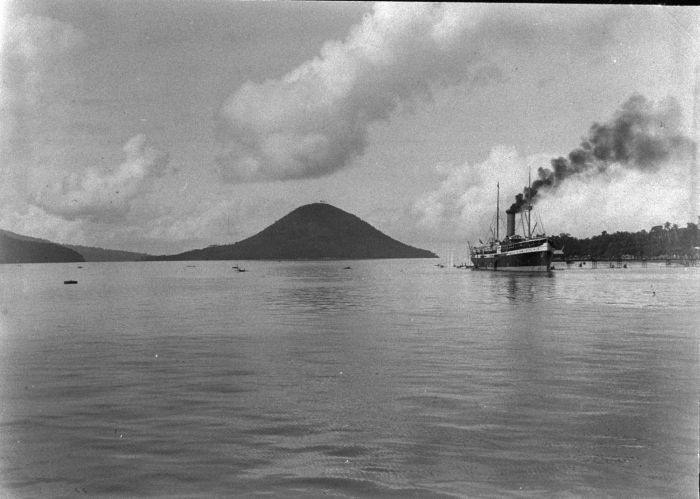
S.s. Van Goens waar Bottema op voer.

Bottema bezocht de Zeevaartschool in Harlingen en behaalde in oktober 1928 het examen voor derde stuurman, grote stoomvaart. In februari 1931 werd hij benoemd tot luitenant-ter-zee derde klasse bij de reserve van de Koninklijke Marine. Hij trad vervolgens in dienst bij de Koninklijke Paketvaart Maatschappij (K.P.M.), waarvoor hij in Nederlands-Indië voer. In 1931 was hij gezagvoerder op het stoomschip Moesi, dat op Palembang voer en in 1932 als agent van de K.P.M. op de Siberoet en De Klerk, die van Kisar en Cheribon op Tandjong Priok voeren. in 1934 voer hij voor de Maatschappij op Oosthaven met het ss Van Goens en in 1935 van Cheribon met het ss De Klerk. In 1937 was hij gezagvoerder van het ss Merak, dat onder meer van Makassar en Semarang voer en naar Palembang en Pladjoe. In 1938 voer hij, nog steeds als agent voor de K.P.M., naar Singapore en Hongkong, met het ss Bontekoe. Op verzoek (overgang naar de marine) nam hij per 1 juni 1939 ontslag bij de K.P.M. Bottema werd bevorderd tot luitenant-ter-zee tweede klasse bij de Koninklijke Marine Reserve en bij beschikking van de Minister van Defensie in mei 1939 geplaatst als commandant op Hr. Ms. Schorpioen.

### Verzet
Bottema werd in het verzet ook wel Lange Jan genoemd terwijl hij als een alias voornamelijk Jan van Buren gebruikte. In 1940 kwam hij vanuit Den Helder in Bussum wonen. Na zijn demobilisatie weigerde hij in de Opbouwdienst te gaan werken en hij werd al snel actief in het verzet, voornamelijk op het gebied van voedselvoorziening en onderduikershulp. In december 1940 werd hij rijkscontroleur voor het vervoer in dienst van het Ministerie van Waterstaat. Al spoedig na de bezetting raakte hij via het militaire verzet van de Ordedienst (OD) betrokken bij spionageactiviteiten (zoals het in kaart brengen van vliegvelden). Vanaf 1941 werkte hij intensief voor de Zeemanspot, het Natura Apparaat en het Nationaal Steun Fonds (NSF). Hiernaast verleende hij hulp aan neergekomen Engelse piloten en joodse onderduikers.
De eerste groep van Nederlanders die onder druk werden gezet door de bezetter waren de families van de zeevarenden die weigerden terug te keren naar de bezette gebieden om zich onder Duitse controle te plaatsen. Na eerste dreigementen werden de rederijen geboden om het betalen van gages te stoppen in oktober 1941. Op verschillende plekken ontstonden spontane hulpcomités voor de betroffen families en een van de grotere organisaties die hieruit voortkwam was de zogenaamde zeemanspot onder leiding van Abraham Filippo, gezagvoerder bij de Holland-Amerika Lijn (HAL). De Zeemanspot droeg weer bij aan de vorming van het Nationaal Steun Fonds dat onder leiding stond van Iman van den Bosch en Walraven van Hall. Al snel werd het duidelijk dat niet alleen financiële maar ook praktische steun nodig was in levensmiddelen, kleding etc. In het midden van 1941 benaderde Filippo Jan Verschure uit Hilversum en Jan Bottema. Verschure en Bottema riepen vervolgens het Natura Apparaat in het leven. Verschure en Bottema hadden beiden het voordeel dat ze aangesteld waren als inspecteurs van de Rijksverkeersinspektie en dus over eigen vervoermiddelen beschikten. De goederen voor Natura werden aangekocht tegen standaardtarieven, of gevorderd in naam van de Crisis Controle Dienst (CCD), Aan en Verkoopbureau van Akkerbouw producten (AVA) of Natura zelf. Vervoer naar vaste distributiepunten werd geregeld met gebruikmaking van vergunning van het Duitse leger of de ABD. Tot de bevrijding in 1945 ontwikkelde het Natura Apparaat zich tot een landelijk netwerk van honderden organisatoren, leveranciers, vervoerders en distributeurs die collectief voor de ondersteuning van niet alleen families van zeevarenden maar ook de illegaliteit, families en nabestaanden van leden van het bredere verzet en onderduikers zorgden.
Op 15 mei 1942 dienden de beroepsofficieren zich in opdracht van de bezetter te melden voor terugvoering in krijgsgevangenschap. Tijdens het transport naar Duitsland sprong Bottema bij Hengelo uit de trein, dook vervolgens onder en zette zijn verzetsactiviteiten voort in de Landelijke Knokploegen (LKP) en het Natura Apparaat. Het Natura Apparaat maakt deel uit van De Kern dat opgezet was door Walraven van Hall in 1944 als een centraal overlegorgaan van de verschillende landelijke verzetsbewegingen. Natura werd hier vertegenwoordigd door Jan Bottema (alias Van Buuren), Andries Theunissen (alias De Visser) en Jan Idema (alias Veldman).
Na in de zomer van 1944 in contact te zijn gekomen met de Landelijke Knokploegen (LKP), werd hij na september districtscommandant voor de Binnenlandse Strijdkrachten (BS) in Amsterdam-Noord.

### Arrestatie en gevangenschap
Op 4 november 1944 werd hij in Alkmaar tijdens een wegcontrole door de Feldgendarmerie aangehouden, terwijl hij een met BS-overalls beladen auto bestuurde. Bottema werd herkend als illegaal werker, gearresteerd en naar de Gestapo post in Alkmaar gebracht voor verhoor. Hij sprong uit het raam van de eerste verdieping en probeerde te ontkomen. Hij werd echter door Nederlandse Landwachters gestopt en weer gearresteerd. De volgende dag werd hij overgebracht naar het Huis van Bewaring aan de Weteringschans in Amsterdam. Bottema werd in verband gebracht met het Natura apparaat en onderging zware verhoren. Na zijn arrestatie beschouwden de Duitsers het Natura Apparaat als grotendeels uitgeschakeld.
Op 17 december 1944 werd hij in Wormerveer op het terrein van de zeepfabriek De Adelaar aan de Zaandijkerweg gefusilleerd. Dit gebeurde als represaille voor het tot zinken brengen door het lokale verzet van een aak aan de Zaan die geladen was met machineonderdelen van machinefabriek Van Gelder. Andere slachtoffers waren: A.J. Doorn (Achterstraat 8a, Alkmaar), B.P.M. Speet (Prins Hendrikstraat 14, Alkmaar), D.H.L. Jubijn (Westerweg 54, Alkmaar) en H. Van Brenk (Zandweg 14, Maarsen).
Jan Bottema is begraven op de erebegraafplaats in Bloemendaal in grafkuil E (gedenksteen 1):
Timotheüs 4:7-8
“7 Ik heb lang en hard voor mijn Heer gestreden en door alles heen ben ik Hem trouw gebleven."
"8 In de hemel wacht mij een kroon, die de Here (de rechtvaardige rechter) mij op de grote dag van Zijn terugkeer zal geven. En niet alleen aan mij, maar ook aan alle mensen die vol verwachting naar Zijn terugkeer uitkijken.”
Dag ljeafste! Dijn wijfke en ’e berntsjes tinke oan dy. R.I.P.

Jan Bottema is in 1949 postuum onderscheiden met de Bronzen Leeuw bevestigd in met de beschrijving:
"Heeft zich door het bedrijven van bijzonder moedige en beleidvolle daden in de strijd tegenover de vijand onderscheiden door, nadat hij in 1942 kans had gezien uit de trein, welke hem naar een krijgsgevangenenkamp in Duitsland vervoerde, te springen, zich in te zetten als medewerker van een belangrijke inlichtingengroep op militair gebied in bezet Nederland.
In het bijzonder door verbinding te onderhouden met een zender, waarvoor hij militaire inlichtingen moest verzamelen en in 1943 belangrijk werk te verrichten bij het vervoeren van geallieerde piloten, totdat hij tenslotte door de vijand in November 1944 tijdens een wapentransport werd gevangen genomen en later werd gefusilleerd. Door dit optreden zeer belangrijke diensten te bewijzen aan de Geallieerde oorlogvoering en de Nederlandse Regering." 

Koninklijk Besluit 24 van 14 december 1949

### Nasleep
Jan Bottema was gehuwd met Mien Attema (1910-2006) en had 3 kinderen. Gedurende de oorlog woont zijn familie in Bussum. Over Mien Bottema is in 2002 een radio reportage uitgezonden “De Friese Doorloper” waarin de dan 93-jarige werd gevolgd. Hierin werd ook haar belofte aan haar man Jan om de zorg van haar kinderen op zich te nemen besproken.